# Juan Niccolai
Juan Niccolai OFM (* 16. März 1898 in Chiazzano, Italien; † 18. August 1976) war ein italienischer Ordensgeistlicher und römisch-katholischer Bischof von Tarija in Bolivien.

## Leben
Juan Niccolai trat der Ordensgemeinschaft der Franziskaner bei und empfing am 13. August 1922 die Priesterweihe.
Papst Pius XII. ernannte ihn am 20. Februar 1944 zum Koadjutorbischof von Tarija und Titularbischof von Rhandus. Der Apostolische Nuntius in Bolivien, Erzbischof Egidio Lari, spendete ihm am 28. Mai desselben Jahres die Bischofsweihe; Mitkonsekratoren waren der Bischof von Potosí, Cleto Loayza Gumiel, und der Bischof von Oruro, Ricardo Chávez Alcazar.
Mit dem Tod von Ramón Font y Farrés CMF am 16. August 1947 folgte er diesem als Bischof von Tarija nach. Er nahm an allen vier Sitzungsperioden des Zweiten Vatikanischen Konzils als Konzilsvater teil.
Am 11. Dezember 1974 nahm Papst Paul VI. seinen altersbedingten Rücktritt an.